# La difesa esemplare della fortezza di Deutschkreutz
La difesa esemplare della fortezza di Deutschkreutz (Die beispiellose Verteidigung der Festung Deutschkreuz) è un cortometraggio realizzato nel 1966 dal regista bavarese Werner Herzog. È il terzo cortometraggio realizzato dal regista prima dell'esordio con il lungometraggio Segni di vita nel 1968. Il sito ufficiale del regista lo descrive come "Una satira dello stato di guerra e pace e delle assurdità che ispira".

## Trama
Quattro giovani entrano nel castello abbandonato di Deutschkreutz e vi trovano divise militari e armi, probabilmente abbandonate dalla seconda guerra mondiale. I quattro indossano le divise, imbracciano i fucili e iniziano a "giocare ai soldati", mentre una voce fuori campo racconta storie dei vecchi proprietari del castello e fa considerazioni surreali su un ipotetico conflitto con un nemico non meglio identificato.
Ad un certo punto i quattro uomini vedono dalle finestre alcuni contadini che lavorano nei campi e, come se si trattasse di nemici in arrivo, preparano una fortificazione e puntano le armi verso l'entrata del castello, in attesa. Visto che nessuno arriva, i quattro fanno prima dei segnali di fumo per attirare qualcuno, poi aprono le porte del castello ed escono di corsa con le armi, in cerca di nemici. A questo punto la voce fuori campo afferma: "Le guerre sono più necessarie che mai, perfino una sconfitta è meglio di niente."

## Distribuzione
In Italia il film è reperibile nel DVD I corti di Werner Herzog, edito dalla Rarovideo, e in quello di Paese del silenzio e dell'oscurità della Ripley's Home Video.